# Última Dose
"Última Dose" é uma canção da dupla sertaneja João Neto & Frederico lançada em oficialmente em 30 de setembro de 2014 como terceiro single do álbum Ao Vivo em Vitória. A canção traz a participação do cantor sertanejo Cristiano Araújo.

## Composição
A canção foi escrita por Marília Mendonça em parceria com a dupla Gregory e Gabriel. O single conta a história de um típico romance io-iô. “Uma dose, mais um gole/ Misturei sentimento com coisa de momento e olha no que deu/ Eu tô aqui, bebendo de você a noite inteira/ Isso tá parecendo brincadeira/ Te pego, te solto, te largo mas volto/ Mais uma dose do seu corpo no meu copo” são alguns trechos da canção.

## Lista de faixas
| Download digital no iTunes |               |         |  |
| N.º                        | Título        | Duração |  |
| 1.                         | "Última Dose" | 3:01    |  |

## Desempenho nas paradas
| Parada (2014)                      | Melhor posição |
| ---------------------------------- | -------------- |
| Brasil (Billboard Hot 100 Airplay) | 11             |